# Пегоняга
Пегоня̀га (на италиански: Pegognaga, на местен диалект: Pigügnaga, Пигюняга) е градче и община в Северна Италия, провинция Мантуа, регион Ломбардия. Разположено е на 22 m надморска височина. Населението на общината е 7200 души (към 2014 г.).